# Alexander von Krobatin
Alexander Freiherr von Krobatin (Olmütz, 2 september 1849 - Wenen, 27 december 1933) was een Oostenrijks militair. Hij was van 1912 tot 12 april 1917 de voorlaatste Oostenrijks-Hongaarse minister van Oorlog.
De vader van Alexander von Krobatin was in het leger opgeklommen van gewoon soldaat tot majoor. Zijn decoratie met het ridderkruis van de Leopoldsorde bracht voor hem persoonlijke adeldom die op verzoek door de keizer op 24 april 1881 erfelijk werd verklaard. Alexander en zijn broer Friedrich werden op 32jarige leeftijd dus alsnog "Ritter von Krobatin". 
Alexander Krobatin werd opgeleid als artillerist. Hij studeerde van 1871 tot 1876 ook chemie aan de Technische Hogeschool in Wenen. Hij kreeg daar een eredoctoraat.
In 1900 werd Alexander von Krobatin generaal-majoor en president van het VIIe departement van het Ministerie van Oorlog. In 1912 werd hij minister van Oorlog en daarmee eerstverantwoordelijke voor de mobilisatie van 1914. In 1915 werd hij als dank voor bewezen diensten tot Baron of "Freiherr" en lid van het Oostenrijkse Hogerhuis verheven.
Oostenrijk stond er in 1917 politiek, economisch en militair slecht voor. Krobatin werd door de nieuwe keizer Karel vervangen als Minister van Oorlog. De politiek minder belaste Rudolf Stöger-Steiner von Steinstätten werd zijn opvolger. V. Krobatin kreeg in april 1917 het commando over het Xe Leger aan het Italiaanse front en werd op 5 november 1917 tot veldmaarschalk benoemd.
Als minister van Oorlog van een van de drie centrale grootmachten ontving v. Krobatin veel onderscheidingen. Opvallend waren zijn Grootkruis in de Orde van Sint-Stephanus, zijn Kruis voor Militaire Verdienste Ie Klasse en zijn Grootkruis in de Leopoldsorde. Op de foto draagt de veldmaarschalk om de hals het commandeurskruis van de Orde van de IJzeren Kroon. V.Krobatin was ere-kolonel of "inhaber" van het Feldartillerie Regiment FAR 108, 